# Kateřina Siniaková
Kateřina Siniaková (n. 10 mai 1996, Hradec Králové, Cehia) este o jucătoare profesionistă cehă de tenis. Este actualul nr. 1 mondial la dublu. La simplu, cea mai bună clasare este locul 27 mondial, obținut în iunie 2024.
Siniaková este de zece ori campioană de Grand Slam la dublu feminin. Ea a câștigat șapte dintre titlurile sale majore în parteneriatul său de lungă durată cu colega sa cehă Barbora Krejčíková, cu care a completat Super Slam-ul carierei. Două dintre titlurile majore sunt în parteneriat cu Taylor Townsend la |Wimbledon 2024 și Australian Open 2025 și un titlu alături de Coco Gauff la Roland Garros 2024. Siniaková a devenit nr. 1 mondial pentru prima dată în octombrie 2018 și a deținut prima poziție în clasamentul de dublu pentru un total de 115 săptămâni, al șaselea cel mai lung total de la începutul clasamentului WTA. Ea a câștigat 26 de titluri la dublu în circuitul WTA, inclusiv WTA Finals 2021 și patru la nivelul WTA 1000.
La simplu, a câștigat 5 titluri WTA. A făcut parte din echipa cehă care a câștigat Fed Cup 2018, și a câștigat o medalie olimpică de aur.